# 용남중학교 (충남)
용남중학교(龍南中學校)는 대한민국 충청남도 계룡시 신도안면 남선리에 있는 공립 중학교이다.

## 학교 연혁
- 1987년 12월 30일 : 용남중학교 설립 인가 (12학급)
- 1988년 5월 16일 : 교사 준공 (20개 교실 규모)
- 1989년 9월 1일 : 개교식
- 2025년 3월 1일 : 제14대 정명옥 교장 취임
- 2025년 3월 4일 : 제 38회 입학식(입학생 193명)

## 참고 자료
- 용남중학교 - 한국교육학술정보원 학교알리미